# Битка код Хогланда
Битка код Хогланда вођена је 17. јула 1788. године између шведске и руске војске. Део је Руско-шведског рата, а завршена је руском победом.

## Битка
Руска флота под адмиралом Семјуелом Грегом ступила је у зору 17. јула 1788. године у контакт са шведском флотом под војводом Карлом од Седерманланда која је пловила према истоку. Руска флота бројала је 17 линијских бродова и 8 фрегата, а шведска 15 линијских бродова и 8 фрегата. Противници су маневрисали дуже време ради образовања борбеног поретка колоне. У 17 часова ступили су у борбу пловећи паралелно. После шесточасовне артиљеријске борбе, свака страна освојила је по један линијски брод. Губици су код Руса износили 580 мртвих, 720 рањених и 470 заробљених. Шведски губици износили су 130 мртвих, 334 рањена и 539 заробљених. Битка је завршена тактички нерешено, али је стратегијски успех припао Русима јер су се Швеђани повукли из Финског залива.